# ريكوبا سودأمريكانا 2021
ريكوبا سودأمريكانا 2021 هي النسخة الـ29 من ريكوبا سودأمريكانا، وهي مسابقة كرة قدم ينظمها كونميبول تجمع بين أبطال أقوى بطولتين كروتين للأندية في أمريكا الجنوبية، وهما كوبا ليبرتادوريس وكوبا سود أمريكانا.
أقيمت المنافسة بنظام الذهاب والإياب بين بالميراس البرازيلي بطل كوبا ليبرتادوريس 2020، وديفنسا خوستيكا الأرجنتيني بطل كوبا سود أمريكانا 2020. استضاف ديفنسا خوستيكا مباراة الذهاب يوم 7 أبريل 2021، بينما استضاف بالميراس مباراة الإياب يوم 14 أبريل 2021.
كان من المقرر إقامة المبارتين يومي 10 فبراير 2021 و 3 مارس 2021، ولكن تم تأجليهما بسبب مشاركة بالميراس في كأس العالم للأندية 2020.
حقق ديفنسا خوستيكا البطولة للمرة الأولى في تاريخه بعد فوزه بركلات الجزاء الترجيحية 4–3.

## عن الفريقين
| الفريق         | طريقة التأهل                | نهائيات سابقة (الخط العريض يشير لسنة الفوز) |
| -------------- | --------------------------- | ------------------------------------------- |
| بالميراس       | بطل كوبا ليبرتادوريس 2020   | 0                                           |
| ديفنسا خوستيكا | بطل بكوبا سود أمريكانا 2020 | 0                                           |

## مباراة الذهاب

### التفاصيل
| ديفنسا خوستيكا | 1–2   | بالميراس                |
| -------------- | ----- | ----------------------- |
| روميرو 58'     | تقرير | - روني 16' - سكاربا 75' |

## مباراة الإياب

### التفاصيل
| بالميراس                                               | 1–2 (ب.و.إ.) | ديفنسا خوستيكا                          |
| ------------------------------------------------------ | ------------ | --------------------------------------- |
| فيجا 22' (ر.ج)                                         | تقرير        | - روميرو 30' - بينيتيز 90+3'            |
| ركلات الترجيح                                          |              |                                         |
| غابرييل مينينو · لويز أدريانو · غوميز · روني · ويفرتون | 3–4          | فرياس · ميرينتييل · إيسنالدو · فرنانديز |